# كليفورد إدموند بوزورث
كليفورد إدموند بوزورث (بالإنجليزية: Clifford Edmund Bosworth) (1928 - 2015 م) هو مستشرق إنكليزي متخصص بالدراسات العربية.

## ترجمته
ولد في شفيلد. حصل على الباكلوريوس من جامعة أكسفرد ومن ثم على ماجستير ودكتوراه من جامعة أدنبره. عمل في عدة جامعات منها جامعة سانت أندروز وجامعة مانشيستر وجامعة برنستون. له قرابة المائة مقال في مجلات علمية وكتب مائتي مقال في دائرة المعارف الإسلامية ومائة مقال في الموسوعة الإيرانية. ساهم أيضا في كل من موسوعة بريتانيكا والموسوعة الأمريكية. يعمل من 2004م في جامعة إكسيتر.

## مؤلفاته
- The history of the Saffarids of Sistan and the Maliks of Nimruz
- The Islamic dynasties وترجمت إلى العربية باسم «السلالات الإسلامية» وإلى الفارسية باسم «سلسله هاى إسلامي» ونشرت من تهران ، انتشارات بنياد فرهنگ إيران
- The medieval history of Iran, Afghanistan and Central Asia
- Medieval Arabic culture and administration
- The mediaeval islamic underworld : the Banū Sāsān in Arabic society and literature.
- الشيخ البهائي and his literary anthologies
- هنري سولت, consul in Egypt, 1816-1827, and pioneer Egyptologist
- William Lithgow of Lanark's travels in Greece and Turkey, 1609-11
- جيمس إلروي فليكر : poet, diplomat, orientalist
- A dramatisation of the prophet Muhammad's life: Henri de Bornier's Mahomet
- الدولة الغزنوية : their empire in Afghanistan and Eastern Iran 994 : 1040
- Iran and Islam : in memory of the late فلاديمير مينورسكي
- Historic cities of the Islamic world